# Xã Ellsworth, Quận Logan, Arkansas
Xã Ellsworth (tiếng Anh: Ellsworth Township) là một xã thuộc quận Logan, tiểu bang Arkansas, Hoa Kỳ. Năm 2010, dân số của xã này là 701 người.